# Kulasar
Kulasar is een bestuurslaag in het regentschap Serdang Bedagai van de provincie Noord-Sumatra, Indonesië. Kulasar telt 570 inwoners (volkstelling 2010).